# عبدالباطن مجومدار کمال
عبدالباطن مجومدار کمال (بنگالی: আব্দুল বাতেন মজুমদার কমল؛ زادهٔ ۲ اوت ۱۹۸۷) بازیکن سابق و مربی فوتبال اهل بنگلادش است.
از باشگاه‌هایی که در آن بازی کرده است می‌توان به باشگاه فوتبال شیخ جمال دانموندی، باشگاه ورزشی محمدان (داکا)، و باشگاه فوتبال آباهانی داکا اشاره کرد.
وی همچنین در تیم‌های ملی فوتبال زیر ۲۳ سال بنگلادش و بنگلادش بازی کرده است.
وی در مسابقات کشوری و بین‌المللی در مجموع برندهٔ ۱ مدال طلا شده است.